# CBHD
CBHD (steht für China Blue High-Definition, chinesisch 中国蓝光高清光盘) ist ein in China entwickeltes HD-Videoformat, das gegenüber dem Blu-ray-Standard eine kostengünstigere Alternative darstellen soll. Das Format wurde 2007 vom Optical Memory National Engineering Research Center (auch OMNERC) der Tsinghua-Universität in China angekündigt.
Der Kostenvorteil soll darin liegen, dass CBHD in bestehenden DVD-Fertigungsanlagen hergestellt werden können. Der Nachteil gegenüber Blu-ray ist ein geringeres Speichervolumen (30 Gigabyte gegenüber 50 Gigabyte beim Blu-ray).
Als erstes westliches Filmstudio soll sich Warner Bros. zum CBHD-Standard bekannt haben.

## Geschichte
Ursprünglich CH-DVD genannt, wurde CBHD von einem Joint Venture zwischen dem DVD Forum und OMNERC entwickelt. Die Entwicklung begann 2005, ein früher Prototyp wurde 2007 demonstriert. Seit 2008 hat OMNERC die Erlaubnis HD-DVD-Spezifikationen zu bearbeiten.
Obwohl die HD-DVD-Befürworter zunächst gehofft hatten, dass CBHD ein praktikabler Nachfolger des HD-DVD-Formats sein würde, war die CBHD-Spezifikation trotz der Ähnlichkeiten zwischen den beiden letztlich mit HD-DVD-Playern unvereinbar. Infolgedessen ist CBHD ein proprietäres Format, das einzigartig in China ist.

## Technologie
Die Entwicklung von CBHD, die stark auf dem HD-DVD-Standard basiert, wurde von japanischen Ingenieuren stark unterstützt. Insbesondere Hisashi Yamada, ehemaliger Chief Technology Fellow bei Toshibas Digital Media Network, der oft als „Vater der DVD“ bezeichnet wird, hat eine Schlüsselrolle in Chinas Plan gespielt, sein eigenes hochauflösendes Verbrauchervideoformat zu schaffen.
CBHD unterscheidet sich von HD-DVD in mehreren Schlüsselbereichen. Es verwendet den staatlichen AVS-Videocodec der PRC, den DRA-Audiocodec und ein neues Kopierschutzsystem, DKAA, als Alternative zu HD-DVDs und Blu-ray-AACS.
Die Entwickler von CBHD behaupten, dass das Format mehr Kopierschutzfunktionen enthält und Teil eines großen Vorstoßes China ist, Piraterie zu bekämpfen und ihre Abhängigkeit von ausländischen Patenten mit den damit verbundenen Lizenzgebühren zu reduzieren.
Wie HD-DVDs haben CBHD-Discs eine Kapazität von 15 GB Single-Layer und 30 GB Dual-Layer und können bestehende DVD-Produktionslinien nutzen.

## Industrie
Anfang März 2009 kündigte Warner Bros. an, dass sie das CBHD-Format unterstützen würden. Titel wie die Harry-Potter-Reihe oder Blood Diamond sollten für 50 bis 70 Yuan verkauft werden.
Laut einem Beitrag von TV-Tokyo vom August 2009 übertraf CBHD den Rivalen Blu-Ray in China um einen Vorsprung von 3:1 (aufgrund starker Werbung und der bevorzugten Unterstützung durch die Regierung).
Im September 2009 kündigten Universal Studios und National Geographic ihre Unterstützung für das Format an. Weitere Unterstützer sind auch Paramount Pictures, Celestial und BBC/Discovery.